# Capuz Vermelho
Capuz Vermelho (Red Hood em inglês) é o codinome usado por alguns personagens fictícios da DC Comics, os principais sendo dois inimigos do Batman.

## Primeiro Capuz Vermelho
O Capuz Vermelho original apareceu pela primeira vez em Detective Comics #168, na história "The Man Behind a Red Hood". Esse vilão nunca teve a identidade revelada, nem mesmo se sabe se era a mesma pessoa que utilizava a roupa em todos os casos. Pois nessa época os criminosos usavam a fantasia do vilão para depois do crime culpar o encapuzado, que não era um, e sim vários criminosos.  Na história original, escrita por Bill Finger, o homem que mais tarde se transformaria no Coringa foi um dos homens que usou o manto do Capuz Vermelho.
Nesta versão, ele era um bandido sentenciado apelidado de Capuz Vermelho. Sua fantasia consistia em um grande capuz e uma capa na cor vermelha. Ele tentara  roubar uma fábrica química mas seus homens fugiram e de repente ele se viu cercado por Batman e Robin. Tentando escapar, ele caiu em um tonel cheio de produtos químicos e mesmo assim conseguiu fugir. Após o acidente, só conseguiu sobreviver por causa de um aparelho construído em um capacete especial. As toxinas o desfiguraram permanentemente, fazendo seu cabelo ficar totalmente verde, a pele completamente branca e os lábios extremamente vermelhos e assim ele se torna o Coringa.
A versão de Alan Moore para a graphic novel "A Piada Mortal" altera alguns elementos da versão de Finger. Em vez de um criminoso desde o começo, o homem que se tornaria o Coringa era um comediante fracassado e infeliz. Ele aceita participar de um assalto como o Capuz Vermelho apenas para sustentar a esposa grávida, já que sua família estava passando por sérias dificuldades financeiras e sua carreira como comediante estava praticamente acabada.. O desfecho do personagem, entretanto, é praticamente o mesmo. Um comediante usando um Capuz Vermelho decide participar de um assalto porque precisava urgentemente de dinheiro e que acaba sendo perseguido pelo Batman (Robin não aparece em "A Piada Mortal"). Durante a perseguição, o Capuz Vermelho cai em um tanque de produtos químicos e tem sua fisionomia alterada, perdendo sua sanidade mental. Em meio a essas lembranças do passado, o Coringa atual atira em Barbara Gordon, deixando-a paraplégica.

## Segundo Capuz Vermelho
Um novo Capuz Vermelho aparece na Batman: Under the Hood em  aventuras do Batman escritas por Judd Winick. Jason Todd, o ex-Robin morto pelo Coringa, em Morte em Família, ressurge e é revelado como o novo Capuz Vermelho. Sua estreia culmina com um fatídico confronto com aqueles que ele considera ter-lhe injustiçado. Ele bate no Coringa com um pé-de-cabra (repetindo a forma como o vilão lhe tinha torturado antes de tentar matá-lo com uma bomba). E mais tarde ele o rapta.
O novo Capuz Vermelho assume controle sobre diversas gangues em Gotham City e começa uma guerra contra um homem chamado Máscara Negra pelo domínio dos territórios. Ele tenta limpar a cidade da corrupção, enfrenta o comércio ilegal de drogas e a violência das quadrilhas, mas sempre agindo de uma forma violentamente anti-heróica. Durante a saga Silêncio o novo Capuz Vermelho lutou contra o Batman e outros heróis aliados, incluindo a novo Robin, Ônix e o Arqueiro Verde.

## Versões alternativas

### Reino do Amanhã
Diferente do Coringa e Jason Todd, esta Capuz Vermelho apareceu na série Reino do Amanhã como Lian Harper, filha do super-herói Roy Harper e da vilã Lince. No caso desta personagem especificamente, o nome também é uma referência (pela semelhança visual) à personagem de contos de fadas Chapeuzinho/Capuchinho Vermelho.

### Capuz Vermelho da Terra 2
Em uma entrevista para o Infinite Crisis, Jeanine Schaefer afirma que Geoff Johns tinha outro plano para o Capuz Vermelho: a reintrodução como o Jason Todd no universo da Terra 2. Schaefer disse:
"Bem, a ideia do Geoff era a volta do Capuz Vermelho como Jason Todd da Terra 2. Então, ele estaria sendo este miúdo, que quis ser parceiro do Batman. Ele vai para a Batcaverna, e a primeira coisa que ele faz é acessar os bat-computadores ... Batman é assassinado. E assim ele usa o uniforme do Bruce e toma o seu lugar como combatente do crime. Foi falado ainda uma relação com o Exterminador".
Uma versão animada do personagem aparece no final de Batman Adventures # 8. Foi concebido como parte de uma subtrama a ser desenvolvida mais tarde. Mas o cancelamento da série impediu esse rumo. A dupla criativa (Dan Slott e Ty Templeton) por detrás da história ainda esperam uma chance para retomá-la, pois tem sido afirmado que o Capuz Vermelho é  crucial para o DC Animated Universe.

## Em outras mídias
Uma versão heroica do primeiro Capuz Vermelho aparece em um episódio da série animada Batman: os Bravos e os Destemidos. Trata-se de uma contraparte do Coringa num universo alternativo em que as personalidades de heróis e vilões são invertidas. Este Capuz Vermelho é um exímio lutador, capaz de lutar sozinho contra vários integrantes do Sindicato da Injustiça (grupo que reúne versões malignas de heróis que lutaram ao lado do Batman em outros episódios). Ele utiliza como armas dardos em forma do naipe de espadas (referência ao tema de cartas de baralho de sua contraparte no universo "normal" da série). Assim como o Coringa, o Capuz do universo alternativo também ficou desfigurado após cair num tanque de produtos químicos das Indústrias Químicas Ás, mas neste caso, em vez de cair acidentalmente, ele foi jogado de propósito pelo Homem-Coruja (versão maligna do Batman). Sua sanidade, embora abalada, não ficou tão comprometida quanto a do Coringa original. Durante o episódio, seu rosto é mostrado na sombra, mas pode-se perceber que seu cabelo é verde e que possui um sorriso largo similar ao do Coringa. O Capuz aliou-se aos heróis de seu próprio universo (versões invertidas dos vilões do universo "normal"), mas estes foram capturados pelo Sindicato. Ao descobrir um dispositivo capaz de abrir portais para universos paralelos, o Capuz envia um de seus dardos para um destes universos. O dispositivo é encontrado pelo Batman, que, após derrotar o Coruja (que havia ido ao universo do Batman em missão de reconhecimento), toma o lugar de sua contraparte e vai ao universo do Capuz e o ajuda a derrotar o Sindicato e libertar os heróis presos. O Capuz Vermelho agradece ao Batman pela ajuda e espera que sua contraparte possa retribuir o favor. Isto acaba acontecendo no episódio seguinte, quando o Batman se vê numa aliança forçada com o Coringa para derrotar o Homem-Coruja, que havia se libertado e personificado o Batman para arruinar sua reputação. Tanto o Capuz quanto o Coringa foram dublados no Brasil por Márcio Simões.
Um longa-metragem de animação lançado diretamente em vídeo  em 2010 traz uma adaptação do arco de histórias Batman: Under the Hood, sobre o segundo Capuz Vermelho (Jason Todd) , com o título Batman: Under the Red Hood.